# 米科萊-波萊 (希羅凱市鎮)

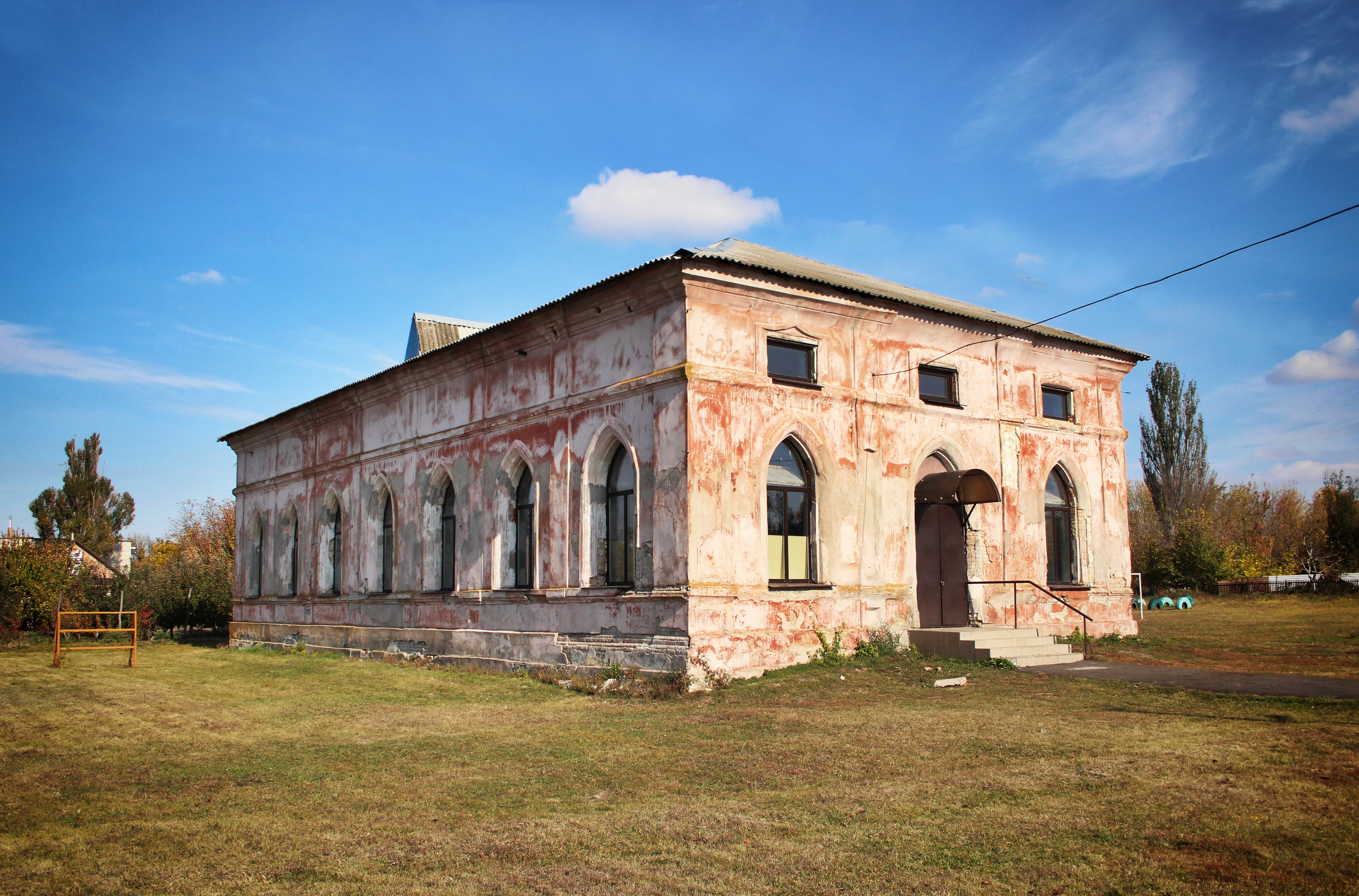

48°4′15″N 34°53′41″E / 48.07083°N 34.89472°E
米科萊-波萊（烏克蘭語：Миколай-Поле）是位於烏克蘭東南部的村莊，由扎波羅熱州扎波羅熱区的希羅凱市鎮負責管轄。該村距離莫羅濟夫卡3公里，始建於1870年，面積30.99平方公里，海拔高度126米，2001年人口975。